# Nero Wolfe
Nero Wolfe es un personaje ficticio, creado en 1934 por el escritor de libros de suspense estadounidense Rex Stout. Wolfe es un detective de sillón brillante, enorme y excéntrico, nacido en Montenegro y que nunca habla de su pasado. Vive en una lujosa casa de piedra rojiza en West 35th Street en la ciudad de Nueva York, y nunca quiere salir de su casa sea por negocios o por cualquier otra razón que le impida leer sus libros, cuidar sus orquídeas o comer las comidas gourmet que le prepara su chef, Fritz Brenner. Archie Goodwin, el joven asistente confidencial de Wolfe, ingenioso y elegante, con buen ojo para las mujeres atractivas, narra los casos y hace el trabajo de campo para el genio detective.  
Stout escribió treinta y tres novelas y treinta y nueve novelas cortas entre 1934 y 1979, la mayoría de ellas ambientadas en la ciudad de Nueva York. La residencia de Wolfe, un lujoso departamento ubicado en West 35th Street, se menciona en varias ocasiones a lo largo de la serie. A partir de las obras literarias, surgieron adaptaciones radiales, televisivas y cinematográficas. 
Las historias de Nero Wolfe fueron nominadas como Mejor serie de misterio del siglo en Bouchercon 2000, la convención de misterio más grande del mundo, y Rex Stout fue nominado como Mejor escritor de misterio del siglo.

## Descripción
Sugiero comenzar con bocetos autobiográficos de cada uno de nosotros, y aquí está el mío. Nací en Montenegro y pasé mi primera infancia allí. A los dieciséis años decidí comenzar a moverme, y en catorce años me familiaricé con la mayor parte de Europa, un poco de África y gran parte de Asia, mediante una variedad de papeles y actividades. Vine a este país en 1930, con algo de dinero, compré esta casa y comencé a trabajar como detective privado. Soy un ciudadano estadounidense nacionalizado.
Nero Wolfe conversando con los sospechosos en El picnic del Cuatro de Julio (1957)

Las historias de Nero Wolfe se llevan a cabo en forma contemporánea con la fecha en que se escribieron y describen una sociedad y un paisaje cambiantes. Los personajes principales de la serie no envejecen, y si bien no se menciona directamente en los libros, la edad de Wolfe es 56 años, según Rex Stout.
Stout le dijo a su biógrafo autorizado John McAleer que "estas historias han ignorado el paso del tiempo durante treinta y nueve años. Cualquier lector que no pueda o no quiera hacer lo mismo debería evitarlas. No hice que los personajes envejecieran porque no quería hacerlo. Esto las habría hecho pesadas y habría parecido que quería centrar la atención en los personajes más que en las historias".
Archie Goodwin, el narrador de las historias, con frecuencia describe a Wolfe como un hombre que pesaba "una séptima parte de una tonelada" (alrededor de 142 kilogramos). En el año de la publicación del primer libro, 1934, el objetivo era indicar una obesidad inusual, en especial con el uso de la palabra "tonelada" como unidad de medición. En 1947, Archie dice que Wolfe "pesa entre 310 y 390, y limita sus movimientos físicos a lo que considera estrictamente esencial".
J. Kenneth Van Dover, en At Wolfe's Door: The Nero Wolfe Novels of Rex Stout, escribió: "la distinción más extravagante de Wolfe es su antipatía extrema a la extravagancia literal. No se moverá. Insiste sobre este punto: bajo ninguna circunstancia abandonará su casa o violará su rutina para facilitar una investigación. Las excepciones son pocas y destacables. En vez de pregonar los principios del orden y la justicia en su sociedad, Wolfe los impone de forma dogmática y absoluta dentro de las paredes de su casa, el departamento de West 35th Street, e invita a quienes se sienten molestos en un ambiente incomprensible y amenazante a que entren en la economía controlada de la casa y a que descubran allí el origen del desorden que hay en sus propias vidas. Esta invitación se extiende a los lectores, además de los clientes. En The Black Mountain, Wolfe abandona su casa debido a razones personales y no a negocios, y por lo tanto no viola la regla de no tratar sus negocios lejos de su departamento; en el libro, no solo abandona su hogar sino también las costas de los Estados Unidos para vengar la muerte de su mejor amigo. Por un tiempo, abandona sus amados hábitos diarios y, a pesar de sus dificultades físicas, realiza varias actividades al aire libre en terrenos montañosos.

## Origen
Ustedes, caballeros, son estadounidenses, de forma mucho más completa que yo, que no nací aquí. Fueron ustedes y sus hermanos, negros y blancos, quienes me permitieron venir aquí y vivir, y espero que me dejen decir, sin ser sentimental, que estoy agradecido con ustedes por eso.
Nero Wolfe a los trabajadores afroamericanos del Kanawha Spa en Too Many Cooks (1938), capítulo 10

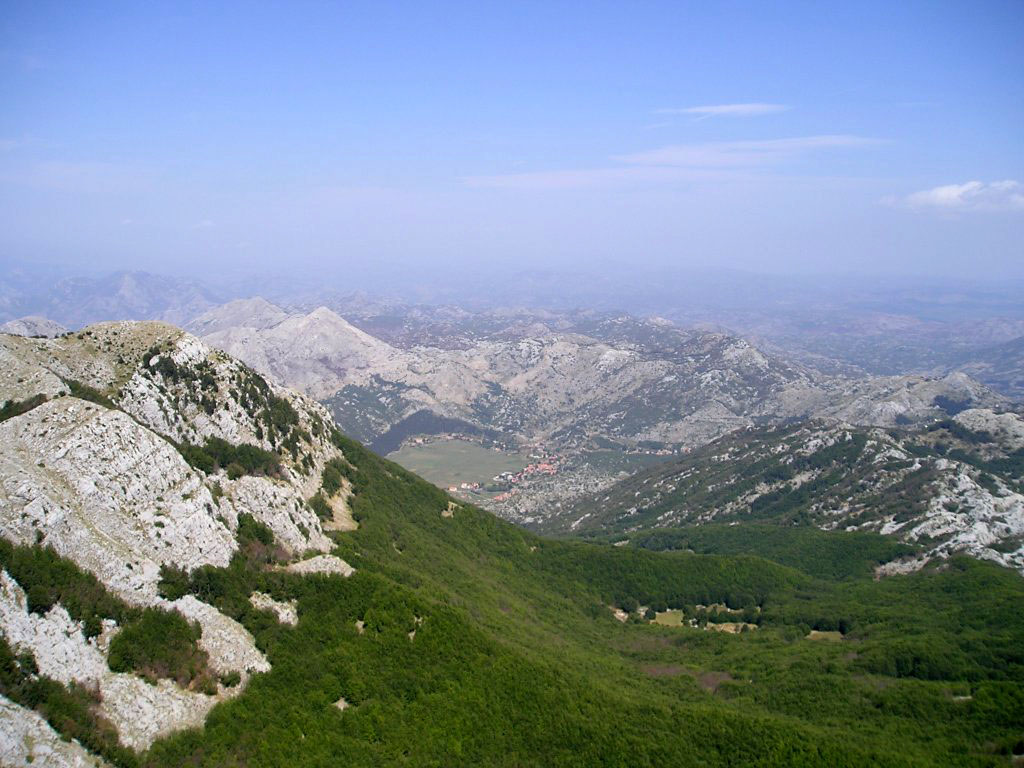
Nero Wolfe y el amigo de su infancia Marko Vukcic cazaban libélulas en las montañas donde nació Wolfe, cerca de Lovćen.

Con una excepción notable, la serie implica o señala que Nero Wolfe nació en Montenegro. En el primer capítulo de la novela Over My Dead Body de 1939, Wolfe le dice a un agente del FBI que nació en los Estados Unidos, lo que se contradice con todas las demás referencias. Stout reveló la razón de la discrepancia en una carta que obtuvo su biógrafo autorizado, John McAleer: "En el esbozo original de Over My Dead Body Nero era montenegrino de nacimiento, y todo encajaba con las pistas anteriores; pero ciertas protestas violentas de The American Magazine, apoyadas por Farrar & Rinehart, causaron que su lugar de nacimiento se transportara cinco mil millas".
Stout le dijo a McAleer que Louis Adamic le dio la idea de que Wolfe fuese montenegrino; según el biógrafo, todo lo que sabía sobre el país lo aprendió del libro de 1934 The Native's Return, o del mismo Adamic.
McAleer escribió en su biografía que "Adamic describe al hombre montenegrino como alto, mandón, digno, cortés y hospitalario. Se muestra reacio a trabajar y está acostumbrado a separarse de las mujeres, a quienes coloca en un papel subordinado. Es un idealista romántico, y puede llegar a extremos desastrosos para expresar su naturaleza espiritual. Es muy leal a su familia, su gran orgullo; también es impaciente. El amor a la libertad es su característica más destacada. Es terco, valiente, inquieto, capaz de autonegarse en gran medida para alcanzar sus ideales. Es fatalista con respecto a la muerte. En pocas palabras, Rex le ha encontrado a Wolfe una nacionalidad que le encaja a la perfección".
El hecho de que Nero Wolfe naciera en Montenegro y sepamos tan poco de su ascendencia familiar hace pensar a algunos entendidos de los pastiches holmesianos, que sea hijo del detective más famoso del mundo, Sherlock Holmes. Todo esto cobra mayor sentido sabiendo que en "El Gran Hiato" (tres años en los que Holmes aparentaba estar muerto) Sherlock viaja a Montenegro a casarse con su supuesta amada, Irene Adler, de cuyo matrimonio surgirá este hijo. Stout nunca confirmó que esto fuera sino una simple casualidad bien avenida.